# Ancyronyx variegatus
Ancyronyx variegatus är en skalbaggsart som först beskrevs av Ernst Friedrich Germar 1824.  Ancyronyx variegatus ingår i släktet Ancyronyx och familjen bäckbaggar. Inga underarter finns listade i Catalogue of Life.